# 7000$
7000$ («Семь штук баксов») — российская рок-группа из Нижнего Новгорода, играющая в жанрах ню-метал, рэп-метал, альтернативный рок. Название позаимствовано из словаря, который прилагался к книге рэпера Ice T «The Ice Opinion», подаренной «Кресту» Мошем Ханом (Mosh Khan), вокалистом Fun Da Mental:
«G’s — thousands; one G — is one thousand dollars».
На русский это переводится как: «G’s — штуки; одна G — это одна штука баксов».

## История

Группа «Семь штук баксов» появилась на свет 12 июня 1999 года.
21 апреля 2001 года группа записывает концертный альбом и выпускает на сборнике песню «Ска». Кроме того, песни группы звучат в эфирах местных радиостанций. Летом 2003 группа выигрывают отборочный тур фестиваля «Клинское — Продвижение».
2005 год — выходит второй полноформатный альбом группы «ХевиБаксоПопс».
15 октября 2007 года произошёл релиз нового альбома «True или труп», который сопровождался туром в поддержку альбома во многих регионах России.
8 января 2009 года группу на некоторое время покидает Альберт Родин (вокал, саксофон)
15 июня 2009 года группа снимает клип на песню «Я вернусь» с нового альбома «LIGHT»
В начале октября 2009 года выпускают акустический альбом «Light», в который включены треки «Не хочу быть», «Замкнутый круг».
В конце февраля 2010 года выходит новый интернет-сингл «Вперёд!»
В начале 2011 года выходит новый альбом группы «Вперёд!». Впервые пластинка сводилась за рубежом (Италия). Так же на альбоме появился первый официальный featuring «Быть собой» совместно с вокалистом Европейской команды Tasters. Подписан контракт с крупнейшим лейблом «СОЮЗ».
Весной 2011 появляются клипы на песни «Лавина дней» и «Нужное подчеркнуть»
В этом же году 7000$ становятся хедлайнером фестиваля Snikers Urbania в Казани, Астрахани и Санкт Петербурге. Параллельно группа участвует в крупнейшем мотофристайл шоу ADRENALINE FMX RUSH в семи городах России. 7000$ записывают сингл «Выше всех» который становится официальным гимном фестиваля Adrenaline.
В начале 2012 группа снимает клип на песню «Быть собой» выход которого намечен на конец года. Группа выступает с сессионным саксофонистом Никитой Наймушиным.
Летом 2012 года 7000$ отыгрывают большой концерт на красной площади перед многотысячной аудиторией в рамках Adrenaline Rush тура.
В конце 2012 7000$ начинают работу над новым альбомом (выход 2013) и двумя синглами (выход конец 2012 — начало 2013).
Новый альбом получил название «Тень независимости» и, по заявлениям от участников группы на официальном youtube канале 7000$, — это самая тяжёлая работа группы за всё время существования 7000$. Альбом выпущен весной 2014 года.
7000$ запустили краудфандинг-проект, направленный на совместное создание нового альбома. За всё время существования проекта 7000$ поддержали свыше 54 городов и 4 стран.
15 января 2014 в Японии на лейбле Go With Me (Wavemaster/холдинг Sega Sammy) выходит альбом «Let’s Go!». Так же подписан договор о релизе нового альбома «Shadow of independence»/«Тень независимости» в 2016 году.
Весной 2015 года группа готовится к большому туру по России и записывает материал для нового альбома.
С 2014—2015 группа выпускает три клипа на песни с альбома «Тень Независимости», активно гастролирует по всем крупным фестивалям и отыгрывает несколько туров в поддержку альбома. Запускают новый краудфандинг проект на Planeta.ru и готовят новый альбом под названием «Путь слабака или книга лишнего человека». 
В поддержку альбома весной 2016 года выходит сингл под названием «Жизнь не любит слабаков», композиции с которого войдут в грядущий альбом. Выход альбома запланирован на зиму 2016 года.
3 февраля 2017 года группа выпустила альбом «Пути слабака или книга лишнего человека». Альбом впитал в себя все внутренние переживания и опыт музыкантов за последние 3 года, был очень жарко встречен поклонниками и уже в первые дни после релиза попал в топ-чарты iTunes. Новое живое звучание альбома слушатели смогли оценить на концертных площадках разных городов в рамках тура в поддержку релиза весной 2017.
В марте 2017 года состоялся выход первого англоязычного альбома «Shadow of independence» на территории Японии.
В начале апреля 2018 года группа выпустила новый альбом «Цена победы».
В марте 2019 года стало известно, Роман Докукин временно покинет группу после концертов, посвящённых XX-летию группы.
В августе 2019 года группа объявляет об изменениях в составе: Роман Докукин возвращается, а Дмитрий «Седой» Крупин и Артём Вязилов покидают коллектив. Новых участников объявят в ближайшее время. 
В обновлённом составе группа выпускает два сингла, так же готовится к выходу альбом The Best.
В декабре 2020 года группа выпускает новый сингл «Бейся за жизнь».
В феврале 2021 года выходил сингл «Последний рейв».
8 марта вышел сингл «Простые вещи».
В июле 2021 года группа выпустила акустический сингл «Сквозь грим».
5 ноября 2021 года группа выпустила новый альбом «Прометей». Трек-лист нового альбома коллектива состоит из двенадцати композиций. Две из них записаны при участии приглашенных коллег. В частности, в песне «Сдохни или умри» звучит вокал Дарии «Нуки» Ставрович, а в записи песни «Бисер» приняла участие Drummatix. По словам музыкантов, альбомом «Прометей» они хотели показать, что, несмотря на все сложности, группа всё ещё в строю. В качестве доказательства они представляют самые огненные треки. Слоганом альбома стала фраза: «Призванным души замерзшие греть для того, что нельзя не гореть». «В музыкальном плане новый альбом получился максимально разнообразным. Любители нашего олдскульного звучания точно поймают приятное чувство ностальгии. Но и для новоприбывших найдется немало отсылок к свежим релизам» — говорится в пресс-релизе альбома.
17 марта 2023 года вышло переиздание всех хитов группы с ранних альбомов под названием THE BEST
12 апреля 2024 года в сети появился альбом Ярче огней. На 25 и 26 апреля 2024 года анонсирована премьера альбома в Москве и Санкт-Петербурге.

## Дискография

### Студийные альбомы
- 2003 — Ты
- 2005 — Хевибаксопопс
- 2007 — True или труп
- 2011 — Вперёд!
- 2014 — Тень независимости
- 2017 — Путь слабака, или Книга лишнего человека
- 2018 — Цена победы
- 2021 — Прометей
- 2024 —  Ярче огней

### Синглы
- 2009 — Замкнутый круг
- 2009 — Не хочу
- 2010 — Вперёд!
- 2013 — Фальстарт для третьей мировой
- 2016 — Жизнь не любит слабаков (Макси-сингл)
- 2018 — Цена Победы
- 2019 — Здесь справедливости нет
- 2019 — Хайпметал (feat. Нуки)
- 2019 — Новая кровь
- 2020 — Бейся за жизнь
- 2021 — Последний рейв
- 2021 — Простые вещи
- 2021 — Сквозь грим (Acoustic)
- 2021 — Бой! (Slot tribute)
- 2023 — Потерянный рай (Acoustic) [feat. Нуки]
- 2023 — Пусть горит эта ночь
- 2024 — Обесточен (feat. Таймсквер)

### Концертные альбомы
- 2002 — /210401/
- 2003 — [1CD11LIVETRACKS] "31.10.03."

### Сборники
- 2003 — /210401/+Xlam
- 2006 — Archives & Raritets

### Демо
- 1999 — Demo

## Видеография

### DVD
- 2006 — Хоумбаксофильм
- 2009 — Хоумбаксофильм 2

### Клипы
- 2006 — «Бежать»
- 2007 — «Крик & рык»
- 2008 — «Раб»
- 2008 — «True или труп»
- 2008 — «Марш одного»
- 2009 — «Я вернусь»
- 2011 — «Лавина дней»
- 2011 — «Нужное подчеркнуть»
- 2013 — «Быть Собой»
- 2014 — «Я спокоен»
- 2015 — «Н…балово»
- 2017 — «Каждой твари по паре»
- 2017 — «Потерянный рай» (feat. Нуки)
- 2017 — «Я контролирую свою жизнь» (Live)
- 2018 — «Цена победы»

## Состав

### Состав группы
- Роман «Крест» Докукин — вокал (06.1999 — 2019, 2019 — настоящее время)
- Юра «Семиштукин» Баланов — бас-гитара (06.1999 — настоящее время)
- Иван Игнатов — гитара, бэк-вокал (10.2004 — настоящее время)

### Бывшие участники
- Михаил «Файвл» Бекетов — гитара (1999 — 06.2000, 12.2000 — 06.2001)
- Альберт Родин — саксофон, вокал (1999 — 2009)
- Станислав Власов — второй бас (1999 — 01.2000)
- Дмитрий Корчагин — барабаны (1999 — 02.2000)
- Саша Гуренко — вокал (10.1999 — 01.2000)
- Алексей Кузнецов — барабаны (02.2000 — 2001)
- Макс Алексеев — гитара (07.2000 — 12.2000, 06.2001 — 08.2004)
- Дмитрий «Седой» Крупин — ударные (2001 — 08.2019)
- Иван Кузнецов — вокал, синтезаторы (2009 — 2014)
- Артём Вязилов — гитара, вокал (2016 — 08.2019)
- Андрей Васильченко — ударные (10.2019 - 02.2021)[4]
- Никита Рукавишников — бэк-вокал (10.2019 - 01.2024)
- Виктор Самойлов — ударные (05.2021 - 07.2024)[5][6]

## Интервью
- http://gekirock.com/interview/2014/01/7000.php
- Интервью для интернет-радио A-Rock
- Интервью для портала Yafor
- Интервью на портале ГБР
- Интервью на сайте журнала Icon
- Беляков М. 7000$: об аллюзиях, окружающей действительности и грядущем альбоме // ИА ЯРКУБ : сайт. — 2016. — 1 июня.

## Рецензии
- Рецензия на альбом «Вперёд!» в журнале Dark City № 63, 2011 год, стр. 64